# Вілфорд Ліч
Вілфорд Ліч (англ. Wilford Leach, 1928—1988) — американський театральний режисер.

## Життєпис
Вілфорд Ліч закінчив Коледж Вільяма і Мері в Вільямсбурзі, штат Вірджинія, США, 1953 року. Потім він навчався в Університеті Іллінойсу, а 1958 року вступив до Коледжу Сари Лоуренс в Нью-Йорку. Він писав п'єси та паралельно працював вчителем, зокрема, в Школі драми Єльського університету в 1978 та 1979 роках.
1967 року його п'єса In 3 Zones, натхнена творами Брехта та братів Грімм, мала бути поставлена в репертуарному театрі Лінкольн-центру, але Ліч був настільки розчарований співпрацею з професійним театром, що закинув написання п'єс. Менше з тим, за три роки він зустрівся з керівником експериментального театру La Mama Елен Стюарт і став працювати в ньому артдиректором. На початку 1970-х він випустив мюзикли Carmilla та C.O.R.F.A.X (Don't Ask) — перший про двох вампірів, другий про інопланетян в Америці. Він був помічником директора у постановці 1977 року п'єси Шекспіра «Генріх V» в Центральному парку, працював з Воллесом Шоном над постановкою п'єси Макіавеллі «Мандрагора», став директором Нью-йоркського шекспірівського фестивалю.
Дебют Ліча на Бродвеї відбувся 1980 року. 1981 року він отримав премію «Тоні» за п'єсу «Пірати Пензансу», а 1986 року — за постановку роману Дікенса «Таємниця Едвіна Друда». Окрім цього він був володарем премій Obie Awards (1972, 1981) та Drama Desk Awards (1981).
Вілфорд Ліч вмер 1988 року в себе вдома, в Рокі-Поїнт, на Лонг-Айленді, Нью-Йорк.

## Постановки
- 1985 — The Mystery of Edwin Drood [Бродвей] — режисер
- 1985 — The Mystery of Edwin Drood [Оф-Бродвей] — режисер
- 1984 — The Human Comedy [Вест-Енд] — режисер
- 1983 — The Human Comedy [Оф-Бродвей] — режисер
- 1982 — The Pirates of Penzance [Вест-Енд] — режисер, сценічний дизайнер
- 1981 — The Pirates of Penzance [Бродвей] — режисер, сценічний дизайнер
- 1970 — Carmilla — сценарист мюзиклу[5]

## Нагороди та номінації
- 1986 — Tony Awards — Найкращий режисер мюзиклу — перемога (The Mystery of Edwin Drood)
- 1981 — Drama Desk Awards — Найкращий режисер мюзиклу — номінація (The Pirates of Penzance)
- 1981 — Drama Desk Awards — Видатний дизайн сцени — номінація (The Pirates of Penzance)
- 1981 — Tony Awards  — Найкращий режисер мюзиклу — перемога (The Pirates of Penzance)[5]